# 天篷子属
天篷子属（学名：Atropanthe）是茄科下的一个属，为多年生草本或亚灌木植物。该属仅有天蓬子（Atropanthe sinensis）一种，分布于中国中部和西南部。